# NGC 1168
NGC 1168 ist eine Balken-Spiralgalaxie vom Hubble-Typ SBb im Sternbild Widder nördlich der Ekliptik. Sie ist schätzungsweise 347 Millionen Lichtjahre von der Milchstraße entfernt und hat einen Durchmesser von etwa 110.000 Lichtjahren. Gemeinsam mit NGC 1166 bildet sie das gravitativ gebundene Galaxienpaar KPG 85.
Die Typ-Ia-Supernova SN 2001dw wurde hier beobachtet.
Das Objekt wurde am 1. Oktober 1864 von Albert Marth entdeckt.